# Герб Туркменского муниципального округа
Герб Туркменского муниципального округа Ставропольского края Российской Федерации — опознавательно-правовой знак, составленный и употребляемый в соответствии с правилами геральдики, служащий одним из официальных символов муниципального образования.
Действующий герб утверждён 21 ноября 2014 года как герб Туркменского муниципального района и внесён в Государственный геральдический регистр Российской Федерации с присвоением регистрационного номера 9992.
Согласно решению совета Туркменского муниципального округа Ставропольского края от 6 октября 2020 г. № 15, данный герб используется в качестве символа округа.

## Описание и обоснование символики
Геральдическое описание герба гласит:

В дважды рассечённом червлёном, золотом и червлёном поле пшеничный сноп переменных цветов.— Решение совета Туркменского муниципального района Ставропольского края от 21 ноября 2014 г. № 127
Туркменский район образован в 1920 году. Преобладающую часть его населения составляют русские (68,8 %), осваивавшие эти земли с конца XVIII века, и туркмены (19,2 %), переселившиеся сюда в XVII веке. По имени этого этноса и назван район. Кроме того, на территории муниципального образования проживают татары (5,6 %) и представители других национальностей.
Герб Туркменского муниципального района своей главной идеей выражает стремление местного населения и органов местного самоуправления к единению и процветанию. Идея единения усиливается главной фигурой герба — в дважды рассечённом червлёном, золотом и червлёном поле пшеничный сноп переменных цветов. Собранные в нём одиннадцать колосьев символизируют количество сельских поселений, входивших в состав района. Они сплочены в единый сноп, который является символом их единства и прочности. В то же время изображение снопа олицетворяет совместный труд русских крестьян-земледельцев и туркмен, которые от кочевого образа жизни перешли к оседлости и успешно освоили земледелие. Красный цвет, помимо своих солярных значений, означает упорство и самоотверженность в преодолении возникающих препятствий и трудностей на пути к поставленной цели. Золотой цвет символизирует богатство и уважение.
Символизм тинктур:
- Золото символизирует просвещение, мужское начало, неподверженность порче, мудрость, стойкость, честь, богатство, свет, озарение, гармонию, истину.
- Червлень символизирует веру, великомученничество, зенит цвета, воинственность, достоинство, мужество, силу, неустрашимость, упорство, великодушие, праздник, отвагу.

## История

### Проект 2010 года

Проект герба Туркменского района. 2010 год

14 июля 2010 года глава Туркменского муниципального района С. А. Нехаенко объявил о проведении конкурса проектов эскизов герба и флага района в связи с 40-летием его образования. Участникам конкурса было рекомендовано при разработке эскизов учитывать природные, географические, исторические и иные особенности района, его традиции и связь поколений, а также преемственность в экономическом, социальном и культурном развитии. К 15 сентября 2010 года в Совет Туркменского района поступило 20 проектов, разработанных четырнадцатью авторами и двумя авторскими коллективами. По итогам работы конкурсной комиссии лучшим был признан эскиз герба, выполненный творческой группой из села Летняя Ставка в составе Т. Джирквалишвили, Э. Закерьяевой и Л. Поповой. Данный герб представлял собой зелёный и золотой щит, пересечённый лазоревым (синим) поясом. В верхнем, зелёном поле помещалась карта Туркменского района; в нижнем, золотом поле — ромашка с одиннадцатью лепестками и рукопожатием на сердцевине. Щит обрамлял венок из хлебных колосьев — «главного богатства и достижения района», перевитый слева лентой с цветами флага Ставропольского края и справа — лентой с цветами Флага России. В трактовке авторов проекта золото символизировало плодородие, зелень — природу и гармонию, лазурь — водные ресурсы района.

### Версии герба 2013 года

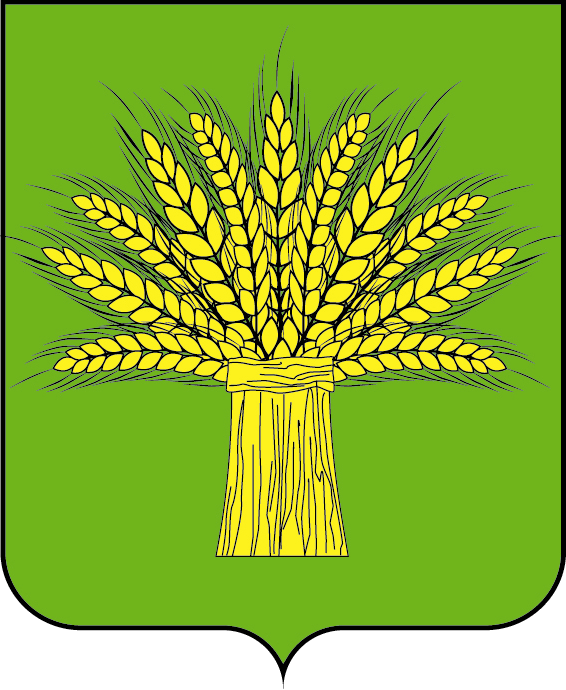
Герб Туркменского района, утверждённый 26 марта 2013 года

В 2011 году в Туркменском районе вновь началась работа по установлению официальной символики муниципального образования, в ходе которой был утверждён состав рабочей группы по согласованию проектов графического изображения (рисунка) герба и флага, а также заключён договор со ставропольской студией «Графика».
Первые проекты районной символики были направлены в геральдическую комиссию при губернаторе Ставропольского края. После их изучения члены комиссии одобрили вариант герба следующего содержания: «В зелёном поле — золотой пшеничный сноп». При этом они рекомендовали разработчикам «усилить яркость зелёного фона».
В 2013 году разработка районной символики была завершена. Герб, исполненный художником студии «Графика» С. Е. Майоровым c учётом замечаний и предложений депутатов райсовета, был рассмотрен на заседании краевой геральдической комиссии и 26 марта того же года утверждён решением совета Туркменского муниципального района.
Геральдическое описание данного герба гласило:

В зелёном щите — золотой сноп пшеницы о одиннадцати колосьях.— Решение совета Туркменского муниципального района Ставропольского края от 26 марта 2013 г. № 33

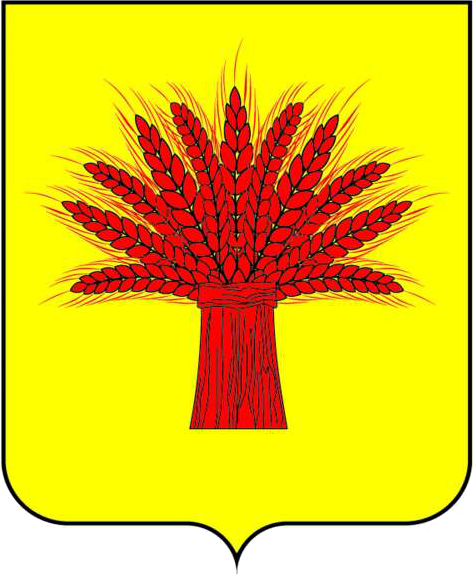
Герб Туркменского района, утверждённый 24 декабря 2013 года

Герб Туркменского района выражал стремление местного населения и органов местного самоуправления к единению и процветанию. Идею единения, по замыслу разработчиков, олицетворяли золотой сноп пшеницы и зелёный цвет гербового щита — «цвет, особо почитаемый как у православных русских, так и мусульман туркмен, татар, которые совместно образовали район, совместно развивают экономику, культуру, образование и сохраняют свои национальные традиции». Зелёный цвет обозначал также свободу, надежду и здоровье.
Позднее было решено провести корректировку утверждённого 26 марта 2013 года герба района. Новый вариант, одобренный геральдической комиссией при Губернаторе Ставропольского края, получил такое описание: «Зелёный сноп в золотом поле».
Геральдический совет при Президенте Российской Федерации отказал в регистрации этой символики, отметив, что подобная композиция уже неоднократно применялась «в российских как старинных, так и современных гербах».
К концу 2013 года Туркменский район определился с выбором цветовой композиции, и 24 декабря 2013 года районный совет утвердил герб следующего содержания:

В золотом щите — червлёный сноп пшеницы об одиннадцати колосьях.— Решение совета Туркменского муниципального района Ставропольского края от 24 декабря 2013 г. № 81
Краевая геральдическая комиссия одобрила описанную выше символику, предложив направить её на рассмотрение Геральдического совета при Президенте РФ. Однако и этот вариант не прошёл экспертизу в государственной Герольдии, поскольку, как выяснилось, имел «полное сходство с уже утверждённым гербом Комсомольского сельского совета Тамбовской области». Герб района был отправлен на доработку.

### Герб 2014 года
В соответствии с рекомендациями Геральдического совета С. Е. Майоров разработал новый проект герба района: «В дважды рассечённом поле червлень, золото, червлень, пшеничный сноп о одиннадцати колосьях переменных цветов». Проект получил положительную оценку как руководства района, так и краевой геральдической комиссии, рекомендовавшей направить его на регистрацию в государственную Герольдию.
21 ноября 2014 года, в преддверии празднования 45-летия Туркменского района, герб и флаг муниципального образования были утверждены советом района.
19 декабря 2014 решением Геральдического совета при Президенте РФ символика Туркменского муниципального района внесена в Государственный геральдический регистр (герб — под номером 9992, флаг — под номером 9993).
18 марта 2015 года в Ставропольском государственном краеведческом музее заместителю главы районной администрации Ю. Ф. Лысенко были вручены свидетельства о государственной регистрации герба и флага.
16 марта 2020 года все муниципальные образования Туркменского района были объединены в Туркменский муниципальный округ.
Решением совета Туркменского муниципального округа Ставропольского края от 6 октября 2020 г. № 15 установлено использовать в качестве официальных символов округа герб и флаг Туркменского муниципального района.